# Agia Napa
Agia Napa (in greco Αγία Νάπα?, Ayia Napa, in turco Aya Napa; letteralmente Foresta sacra) è un comune di Cipro nel distretto di Famagosta di 3212 abitanti (dati 2011).
Situato nell'estremità sud-orientale dell'isola, il comune è una località di turismo balneare.

## Geografia
Agia Napa si trova nei pressi di Capo Greco, nella parte orientale di Cipro, a sud di Famagosta, e fa parte di un'area più ampia nota come Kokkinochoria ("villaggi rossi", nome derivato dal colore rosso intenso del suolo). È una città del distretto di Famagosta, nella parte meridionale del distretto controllata dalla Repubblica di Cipro. Agia Napa dista circa 12 km da Protaras, località anch'essa sviluppatasi come meta turistica.

## Storia
Secondo una leggenda locale, un cacciatore, inseguendo la sua preda, scoprì un'icona della Vergine Maria in una grotta; successivamente vi fu costruito un monastero a lei dedicato. Il nome "Vergine Maria di Napa" fu in seguito abbreviato in Agia Napa. Un'altra leggenda narrò invece di una nobildonna veneziana che, fuggita dai genitori che le proibirono di sposare un uomo del popolo, decise di vivere come monaca. I Veneziani edificarono una chiesa intorno al ca. 1500. Secondo la tradizione locale, l'area (ad eccezione del monastero) rimase disabitata fino al 1790 circa, quando Nikolaos Kemitzis di Salonicco giunse dalla Grecia e si stabilì nel villaggio di Panayia, situato nella parte nordorientale di Agia Napa. Kemitzis entrò in conflitto con le autorità ottomane che all'epoca governavano Cipro e decise quindi di trasferirsi nei pressi del monastero di Agia Napa.
Tra il 1999 e il 2003 Agia Napa fu una delle principali mete estive della musica UK garage, attirando noti artisti.
Alla fine del XX secolo Agia Napa si sviluppò come località turistica. Nel 1991 la comunità fu trasformata in comune.
Nel 2017, i centri di Agia Napa e Paralimni furono designati come centro urbano provvisorio del distretto di Famagosta, considerando che il comune di Famagosta non era sotto il controllo della Repubblica di Cipro a seguito dell'invasione turca del 1974.
Il 3 marzo 2022 il Parlamento approvò l'istituzione del nuovo Comune di Agia Napa, con sede ad Agia Napa, comprendente i comuni di Agia Napa e Sotira, nonché le comunità di Avgorou, Achna e Liopetri, trasformate nei corrispondenti distretti municipali del nuovo ente.

## Il monastero di Agia Napa

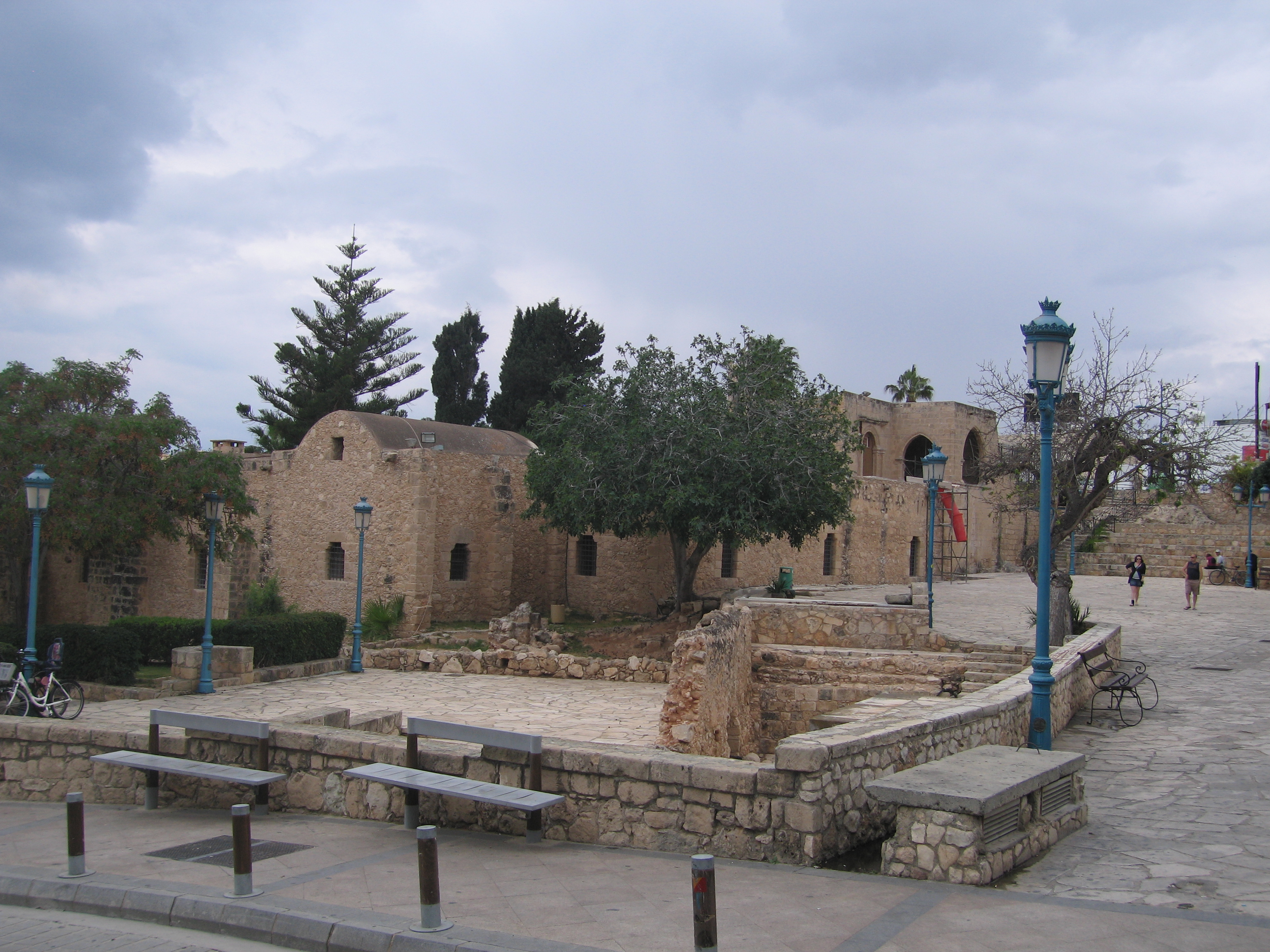
Il monastero di Agia Napa.

Il monastero prende il nome dalla "Icona della Madonna della Foresta sacra" che qui si trova custodita. Sebbene il nome "Agia Napa" sia attestato dal 1366, il monastero così come lo conosciamo fu costruito solo nel XV secolo, quando Cipro era sotto il dominio veneziano.
Secondo la tradizione locale, un cacciatore trovò nella grotta un'icona miracolosa della Vergine Maria. Attirati dalla scoperta dell'immagine, un gran numero di fedeli cominciò a visitare la grotta. L'icona fu probabilmente nascosta qui durante il periodo dell'iconoclastia. Nel XIV secolo venne costruita la chiesa, ampliata dai veneziani nel secolo successivo, insieme alle celle e a un mulino (il frantoio fu installato nel monastero probabilmente durante il periodo ottomano).
Quando nel 1571 Cipro passò sotto il dominio ottomano, il monastero non fu distrutto come avvenne per altri edifici cristiani. La descrizione di Pietro della Valle del 1625 corrisponde pienamente alla situazione attuale del monastero. La stessa fonte riporta che Agia Napa era un convento di suore e aveva una proprietà molto estesa. Il monastero divenne maschile poco prima del 1668 e, per ragioni sconosciute, a partire dal 1758 non aveva più monaci permanenti.
Il luogo del monastero si trovava in principio in una zona disabitata poi, alla metà del XVIII secolo, si costruì la prima casa di quello che sarebbe diventato un villaggio. I primi abitanti del villaggio furono alcuni tessalonicesi che abbandonarono il loro paese a causa di un'epidemia di peste.
Dopo il 1878, quando Cipro passò sotto il dominio britannico, non vi furono più monaci nel monastero e la chiesa divenne la chiesa parrocchiale del paese. Nel 1950 sono stati effettuati ingenti lavori per preservare gli edifici storici.

## Sport

### Calcio
La squadra principale della città è l'Athlītikos Omilos Agia Napa.